# Andrea Keller (Musikerin)
Andrea Keller (* 1973 in Sydney) ist eine australische Jazzmusikerin (Piano, Komposition).

## Leben und Wirken
Keller erhielt Klavierunterricht ab dem siebten Lebensjahr; mit 14 Jahren entdeckte sie den Jazz. Später besuchte sie die University of Wollongong, wo sie ein Kompositionsstudium begann. Am Victorian College of Arts wurde sie dann eingeladen, dem Lehrkörper anzugehören. Weiter absolvierte sie einen Master an der  Queensland University of Technology.
Keller, deren Mentor Mike Nock ist, trat mit australischen Jazzgrößen wie Dale Barlow, Brian Brown, Allan Browne, Barry Duggan und Sandy Evans auf. Im Jahr 2000 legte sie ihr erstes Album vor, dem bisher (2015) weitere acht Alben unter eigenem Namen folgten, nicht nur mit eigenen Kompositionen, sondern auch mit der Musik von Béla Bartók oder Wayne Shorter. 2012 kombinierte sie ihr Quartett mit dem Quartett von Christina Fuchs; dieses Oktett, für das beide Leiterinnen komponierten, wurde als Highlight des Wangaratta Jazz Festivals 2012 gefeiert und gab 2014 Konzerte in Deutschland.  Weiter ist sie Mitglied von Keller/Murphy/Browne' und gehört zu Jamie Oehler's 'Small World Ensemble', zum Geoff Hughes Collective, der Bennets Lane Big Band und bildet ein Duo mit Tim Wilson.
Keller trat auf allen wichtigen australischen Jazzfestivals auf und konnte sich 2007 mit ihrem basslosen Quartett auf dem Moers Festival präsentieren. Sie erhielt Kompositionsaufträge vom Melbourne International Women's Jazz Festival, von Mike Nock für dessen BigSmallBand, dem Australian Art Orchestra und Ten Part Invention.

## Preise und Auszeichnungen
Kellers Produktionen wurden bisher mit drei ARIA Awards, drei Bell Awards und einem australischen Art Music Award ausgezeichnet.